# Giorgio Ferretti
Giorgio Ferretti (Genova, 27 novembre 1967) è un arcivescovo cattolico italiano, dal 18 novembre 2023 arcivescovo metropolita di Foggia-Bovino.

## Biografia
È nato a Genova, città capoluogo di provincia e sede arcivescovile, il 27 novembre 1967. È cresciuto a Fontanigorda, in provincia di Genova e diocesi di Bobbio.

### Formazione e ministero sacerdotale
Dopo le scuole elementari e medie, frequentate rispettivamente a Fontanigorda e Rovegno, si è iscritto all'istituto nautico di Genova.
Ha conseguito la laurea in filosofia presso l'Università degli Studi di Genova e, nel 2004, la licenza in Teologia
dogmatica alla Pontificia università urbaniana.
Il 6 novembre 2004 è stato ordinato presbitero per la diocesi di Terni-Narni-Amelia; è membro della Fraternità missionaria della comunità di Sant'Egidio.
Dopo l'ordinazione è stato nominato collaboratore pastorale della basilica di Santa Maria in Trastevere, mentre dal 2005 è stato anche responsabile delle relazioni con Botswana, Lesotho, Sudafrica e Swaziland per la comunità di Sant'Egidio.
Nel 2008 è diventato segretario del nuovo vescovo di Frosinone-Veroli-Ferentino Ambrogio Spreafico. Incardinatosi nella diocesi frusinate, nel 2009 è stato nominato direttore dell'Ufficio per l'ecumenismo e il dialogo interreligioso, perciò è divenuto membro del Consiglio pastorale diocesano; ha ricoperto anche gli incarichi di assistente dell'Associazione dei medici cattolici della provincia di Frosinone, dal 2010, di assistente dell'Associazione italiana guide e scouts d'Europa cattolici, dal 2012 e di membro del Comitato etico dell'Azienda Sanitaria Locale di Frosinone, dal 2013.
Parroco in solido della cattedrale di Frosinone e delle parrocchie di San Benedetto e della Santissima Annunziata dal 2013, nel 2014 ha assunto anche l'incarico di responsabile della mensa diocesana per i poveri.
Nel gennaio 2017, lasciando tutti i precedenti incarichi, è stato inviato come missionario fidei donum nell'arcidiocesi di Maputo, in Mozambico: lì è stato parroco della cattedrale dell'Immacolata Concezione e membro del Consiglio presbiterale arcidiocesano. Il 5 settembre 2019 ha accolto papa Francesco in visita nella cattedrale.

### Ministero episcopale
Il 18 novembre 2023 papa Francesco lo ha nominato arcivescovo metropolita di Foggia-Bovino; è succeduto a Vincenzo Pelvi, ritiratosi per raggiunti limiti di età. Il 9 dicembre seguente ha ricevuto l'ordinazione episcopale, nella basilica di San Giovanni in Laterano, dal cardinale Matteo Maria Zuppi, arcivescovo metropolita di Bologna, co-consacranti Edgar Peña Parra, sostituto per gli affari generali della Segreteria di Stato, Ambrogio Spreafico, vescovo di Frosinone-Veroli-Ferentino e di Anagni-Alatri, Vincenzo Paglia, presidente della Pontificia accademia per la vita e Vincenzo Pelvi, suo predecessore. Il 14 gennaio 2024 ha preso possesso dell'arcidiocesi.
Il 29 giugno 2024, solennità dei Santi Pietro e Paolo, ha ricevuto da papa Francesco, nella basilica di San Pietro in Vaticano, il pallio, che gli è stato imposto dal nunzio apostolico Petar Rajič il 23 ottobre seguente nella cattedrale di Foggia.

## Genealogia episcopale
La genealogia episcopale è:
- Cardinale Scipione Rebiba
- Cardinale Giulio Antonio Santori
- Cardinale Girolamo Bernerio, O.P.
- Arcivescovo Galeazzo Sanvitale
- Cardinale Ludovico Ludovisi
- Cardinale Luigi Caetani
- Cardinale Ulderico Carpegna
- Cardinale Paluzzo Paluzzi Altieri degli Albertoni
- Papa Benedetto XIII
- Papa Benedetto XIV
- Cardinale Enrico Enriquez
- Arcivescovo Manuel Quintano Bonifaz
- Cardinale Buenaventura Córdoba Espinosa de la Cerda
- Cardinale Giuseppe Maria Doria Pamphilj
- Papa Pio VIII
- Papa Pio IX
- Cardinale Alessandro Franchi
- Cardinale Giovanni Simeoni
- Cardinale Vincenzo Vannutelli
- Cardinale Giovanni Battista Nasalli Rocca di Corneliano
- Cardinale Marcello Mimmi
- Arcivescovo Giacomo Palombella
- Cardinale Michele Giordano
- Cardinale Agostino Vallini
- Cardinale Matteo Maria Zuppi
- Arcivescovo Giorgio Ferretti

## Araldica
Blasonatura dello stemma: D'azzurro, alla banda d'argento caricata di una stella a 7 punte del primo, accompagnata dalla fede di un braccio sinistro di carnagione e uno destro di moro sul cantone sinistro del capo, e da tre burelle del secondo sormontate da una colomba volante dello stesso, recante nel becco un ramoscello d'ulivo di verde sulla punta.